# I Am the Walrus
I Am the Walrus ("Io sono il tricheco") è un brano musicale dei Beatles accreditato, come di consuetudine, alla coppia Lennon/McCartney, sebbene la paternità della composizione sia da attribuirsi al solo Lennon. È ritenuto dalla critica il vertice compositivo di Lennon, mai più eguagliato dall'artista, e lo stesso John lo annoverava fra le sue creazioni preferite.

## Storia

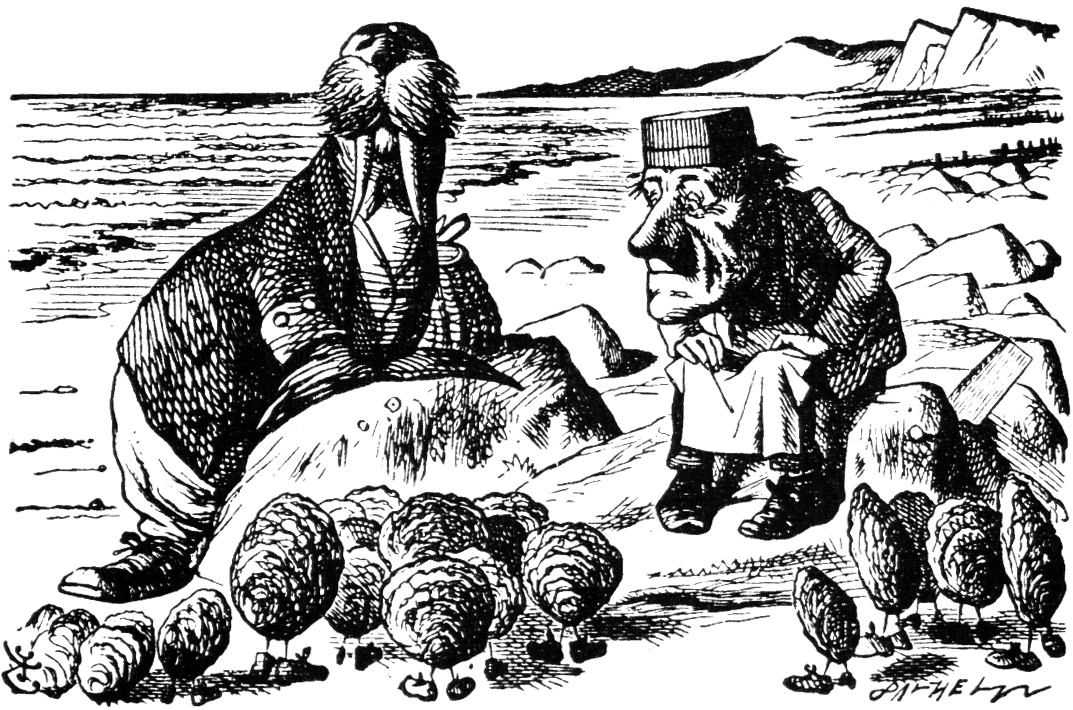
Illustrazione di John Tenniel raffigurante il tricheco e il carpentiere della poesia di Carroll presente in Attraverso lo specchio.

La genesi del testo, complesso ed intricato, risiede in tre canzoni abbozzate alle quali Lennon stava lavorando, la prima delle quali era stata ispirata dal suono di una sirena della polizia da lui ascoltata in lontananza nella sua casa di Weybridge; Lennon scrisse la frase: «Mis-ter cit-y police-man» seguendo il ritmo e la melodia della sirena. La seconda idea era una breve strofa su Lennon seduto nel giardino di casa sua, mentre la terza era un gioco di parole nonsense sui corn flake. Incapace di concretizzare le tre idee separate in altrettante canzoni, egli le unì insieme per creare un unico brano.
La prima ispirazione del brano risalirebbe addirittura a quando John Lennon aveva 12 anni. Un suo semplice quaderno scolastico riempito di disegni, schizzi, poesie e annotazioni venne infatti venduto nel 2006 all'asta a Londra per 190.000 euro. La casa d'aste Cooper Owen, che si rifiutò di rivelare il nome dell'acquirente, definì il quaderno un “esempio vivido dell'emergente talento artistico” dell'alunno di Liverpool. Nel quaderno (intitolato My Anthology), Lennon aveva tra l'altro trascritto ed illustrato un verso del poemetto di Lewis Carroll The Walrus and the Carpenter (Il tricheco e il falegname), contenuto nel celebre romanzo Attraverso lo specchio e quel che Alice vi trovò.
Lennon affermò di aver scritto le prime due strofe del testo nel corso di due distinti viaggi in acido; nel 1980 egli svelò molti retroscena inerenti alla canzone in un'intervista data alla rivista Playboy:
(John Lennon, 1980)
(John Lennon, 1980)
John Lennon concepì il brano quando gli giunse notizia che presso l'Istituto che frequentava da ragazzo, la Quarry Bank High School di Liverpool, i testi dei Beatles erano sottoposti ad approfonditi studi ed analisi. Udito ciò, l'impegno profuso da Lennon riuscì a dare alla luce un ossessivo nonsense (si vocifera che abbia affermato divertito: «Vediamo se troveranno una spiegazione anche per questo!»), caratterizzato dall'accostamento di espressioni estremamente casuali, che eppure figura tra i brani più famosi della band e che non impiegò molto tempo a raggiungere le vette delle classifiche nazionali.
Si tratta comunque di un testo molto discusso, che, sebbene partorito dalla mente dell'autore come una traccia priva di senso, cela, secondo alcuni, remote allusioni a cose e persone. Per il resto, l'intera canzone, non è altro che un collage tratto dalle più disparate esperienze personali di Lennon.
Per addurne solo alcune, possiamo citare il verso d'apertura, estrapolato dall'ascolto della canzone Marching to Pretoria, oppure l'espressione semolina pilchard che è invece una sorta di metonimia, operata in sostituzione della figura dell'ispettore sergente Norman Pilcher, responsabile del recente arresto di alcuni membri dei Rolling Stones (e in futuro anche dello stesso cantautore liverpooliano) per uso di stupefacenti. E ancora, il verso: «Elementary penguins singing Hare Krishna» ("Pinguini elementari che cantano Hare Krishna") sarebbe una velata presa in giro dell'infatuazione del poeta beat Allen Ginsberg per le religioni orientali. Circa un altro segmento della canzone, l'amico d'infanzia di Lennon ed ex membro dei Quarrymen, Peter Shotton, che era andato a trovare il Beatle, raccontò che Lennon gli chiese se si ricordasse le parole di una vecchia filastrocca per bambini che cantavano insieme da piccoli. Shotton ricordò:
"Yellow matter custard, green slop pie,
All mixed together with a dead dog's eye,
Slap it on a butty, ten foot thick,
Then wash it all down with a cup of cold sick"
Lennon modificò un paio di parole, eliminò due strofe, aggiunse altre tre sue idee incomplete più vari riferimenti letterari a Lewis Carroll ed Edgar Allan Poe, e il risultato fu I Am the Walrus.
Nondimeno l'intero testo del brano si presta a molteplici livelli di lettura e significato. Da questo marasma di ricordi d'infanzia, ispirazioni casuali e citazioni varie, emerge nella canzone anche una velata critica sociale all'establishment britannico dell'epoca, una rabbiosa condanna del sistema ottuso che soffoca negli scolari ogni sprazzo di originalità, che reprime l'arte e la cultura. Lennon si scaglia con ferocia divertita contro l'ordine sociale, la morale comune, descrivendo una fila di burocrati senza senso che sorridono come maiali in un porcile, che criticano ciò che non comprendono o temono. Fondamentale ispirazione dell'autore furono anche i testi surreali scritti da Bob Dylan nel periodo 1965-66, verso i quali Lennon provava un rapporto di amore-odio, e che volle satireggiare utilizzando un linguaggio più criptico possibile.

## Registrazione
I Am the Walrus fu la prima incisione fatta in studio dai Beatles dopo la morte del loro manager Brian Epstein avvenuta nell'agosto 1967. I primi sedici nastri di I Am the Walrus, incisi il 5 settembre 1967, comprendevano la base ritmica e un mellotron (la traccia base venne pubblicata nel 1996 sull'Anthology 2). Il giorno dopo, 6 settembre, il nastro sedici ricevette le sovrincisioni della voce di Lennon, oltre quelle di basso e batteria. Nella seduta successiva, del 27 settembre, George Martin arrangiò ed aggiunse l'accompagnamento orchestrale che include violini, violoncelli, corni, clarinetto e un coro di 16 voci. Paul McCartney raccontò che Lennon diede precise istruzioni a Martin di come volesse sentir suonare l'orchestra, incluse le parti cantate.
Un noto gruppo di coristi professionisti prese parte alla registrazione della canzone, i Mike Sammes Singers, cantando versi come: «Ho-ho-ho, hee-hee-hee, ha-ha-ha», «oompah, oompah, stick it up your jumper!», «everybody's got one», e facendo anche diversi effetti sonori. La registrazione del brano comprende nella coda strumentale finale uno dei pezzi di improvvisazione più celebri nel canone beatlesiano, con l'introduzione di un estratto di una trasmissione radio della BBC inerente alla tragedia Re Lear di William Shakespeare (Atto IV, Scena VI), che venne aggiunta da Lennon registrandola in presa diretta direttamente dalla radio.

## Pubblicazione
Il brano fu edito come singolo in Europa insieme ad Hello, Goodbye, mentre negli States uscì sia come singolo, sia come seconda facciata di Magical Mystery Tour, il nono album del gruppo, allora commercializzato e distribuito come LP solo negli Stati Uniti, aggiungendo ai brani già contenuti nell'EP i singoli prodotti nel 1967, mentre in Europa fu invece distribuito come semplice EP. Il singolo fu al centro di una disputa tra John Lennon e la coppia McCartney-George Martin, perché Lennon invocava per la sua canzone I Am the Walrus il lato A, ritenendola più innovativa e più gradita ai giovani consumatori di musica, mentre gli altri due sostenevano la tesi che Hello, Goodbye fosse un brano più commerciale e più adatto per un grande consenso.
La frase del testo che recita: «Boy, you been a naughty girl you let your knickers down» ("Ragazzo, sei stato una ragazzina cattiva, ti sei calato le mutandine") creò qualche problema di censura alla canzone, che venne bandita dalla programmazione radiofonica della BBC. La canzone venne inclusa anche nel film tv Magical Mystery Tour del 1967 dove è accompagnata da un bizzarro videoclip illustrativo che comprende Lennon al piano con in testa una cuffia bianca a simulare una testa d'uovo, gli altri Beatles in abiti psichedelici mentre suonano con e senza le maschere da animali presenti sulla copertina del disco, poliziotti che si tengono per mano, scene tratte dal film ed altre amenità varie.

## Interpretazioni e significato

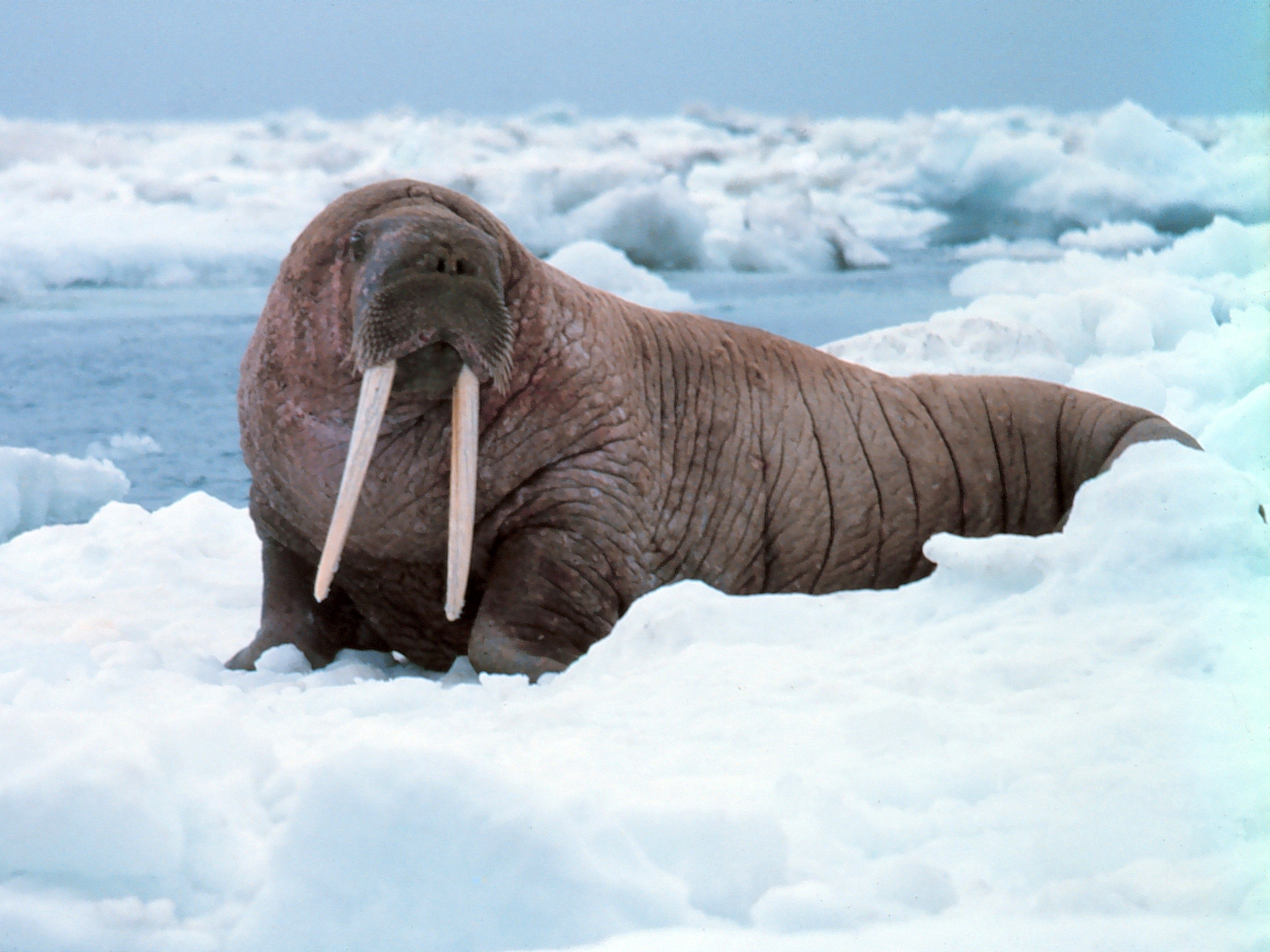
Un tricheco sul ghiaccio in Alaska, Mare di Bering.

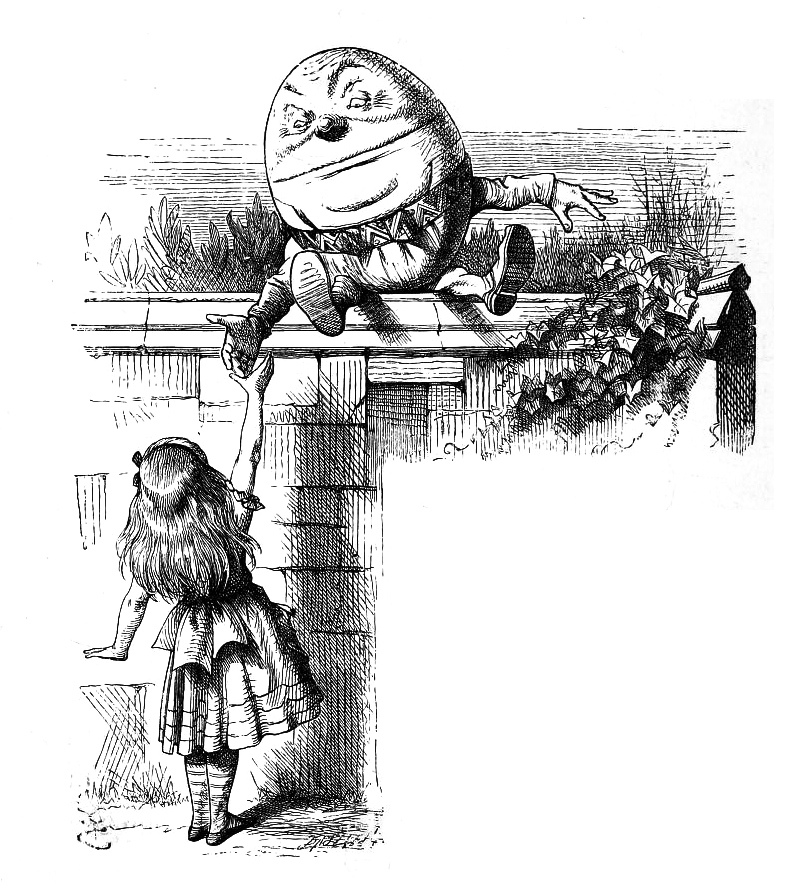
Humpty Dumpty, qui in un'illustrazione di John Tenniel per Attraverso lo specchio, sarebbe, secondo alcune interpretazioni, l'eggman (uomo uovo) nominato nella canzone dei Beatles.

Lennon nel 1967, con i celebri occhialini tondi e i baffi da "tricheco"

Nonostante John Lennon avesse scritto la canzone proprio in risposta a quanti si scervellassero nel cercare significati nascosti nei brani dei Beatles, I Am the Walrus è stata spesso interpretata in svariati modi differenti dal pubblico. Nel libretto contenuto nel vinile dell'album Magical Mystery Tour, I Am the Walrus ha come sottotitolo (stampato in piccolo) "No you're not! said Little Nicola" (Nicola è la bambina che in un segmento del film Magical Mystery Tour, contraddice tutto quello che gli altri personaggi dicono).
Nella canzone dei Beatles del 1968 Glass Onion, scritta da Lennon, contenuta sul disco White Album, vengono citati precedenti brani del gruppo. Riferendosi a I Am the Walrus, Lennon canta: «Here's another clue for you all, the walrus was Paul» ("Ecco un altro indizio per tutti voi, il tricheco era Paul"). Nell'intervista del 1980 rilasciata a Playboy, John cercò di far luce sul verso:
«Scrissi la strofa the Walrus was Paul, solo per confondere ancora un po' di più le idee a tutti. Adesso penso che io sia diventato il Tricheco, intendo dire che ora sono io quello». Inoltre Lennon raccontò nel libro The Beatles Anthology che scrisse la canzone in un periodo nel quale la band stava iniziando a disintegrarsi e che sperava, inserendo il verso in combinazione con: «I told you 'bout the walrus and me man, you know that we're as close as can be man» ("Vi ho parlato del tricheco e di me, sapete che siamo più vicini di quanto si possa credere"), di riuscire ad aggiustare le cose con il gruppo e soprattutto i rapporti con McCartney.
Lennon disse che il fatto che McCartney fosse travestito da tricheco sulla copertina di Magical Mystery Tour gli ispirò la strofa. Comunque, Lennon stesso era vestito da tricheco nel video musicale di I Am the Walrus, mentre Paul indossava un costume da ippopotamo. Lo stesso Paul commentò la canzone in un'intervista alla radio, durante un documentario sui Beatles nel 1981:
(Paul McCartney)
Nel brano Come Together presente in Abbey Road del 1969, in una ermetica strofa che forse descriveva il collega McCartney, Lennon parla di "walrus gumboot" (stivali con pelle di tricheco). Sull'album solista del 1970 di Lennon Plastic Ono Band, la canzone God contiene il verso «I was the walrus, but now I'm John» ("Ero il tricheco, ma adesso sono John"). Eric Burdon, il cantante degli Animals, è indicato da qualcuno essere l'Eggman (l'uomo delle uova) della canzone.
Motivo di ciò è il fatto che Burdon era soprannominato Eggs (Uova) dagli amici, nomignolo derivatogli dalla sua passione di rompere uova sul corpo di ragazze nude. Nell'autobiografia di Burdon viene fatta menzione di un episodio del genere a cui avrebbe assistito lo stesso Lennon, il quale gridò rivolto a Burdon: «Go on, go get it, Eggman...» (Forza! Falla Uomo uovo!) Vi sono poi varie teorie sul significato del verso GOO GO GA JOOOB; secondo alcuni, queste sarebbero le ultime parole recitate prima di cadere da Humpty Dumpty, l'uovo antropomorfizzato del romanzo Attraverso lo specchio di Lewis Carroll, al quale si alluderebbe appunto nel verso «I am the eggman / They are the eggmen…».
Se quest'ultima ipotesi fosse corretta, l'intera canzone sarebbe da considerarsi influenzata dalle opere di Lewis Carroll, partendo dal fatto che lo stesso Lennon citò come fonte di ispirazione il poemetto The Walrus and the Carpenter nella genesi del brano. Infine, nel romanzo di James Joyce Finnegans Wake sono contenute le parole googoo goosth a pagina 557, dove è scritto:
: ...like milk-juggles as if it was the wrake of the hapspurus or old Kong Gander O'Toole of the Mountains or his googoo goosth she seein, sliving off over the sawdust lobby out of the backroom, wan ter, that was everywans in turruns, in his honeymoon trim, holding up his fingerhals...

## Il Caso McCartney o PID ("Paul is dead")
Nella canzone emergerebbero diversi riferimenti riguardo al controversissimo “Caso McCartney”, la leggenda metropolitana secondo la quale il bassista del gruppo sarebbe morto nel 1966 a causa di un incidente stradale, in seguito al quale un sosia avrebbe preso il suo posto. Verso la conclusione del brano, i sostenitori della teoria del complotto affermano che si possa udire una flebile voce, da loro ritenuta appartenente a McCartney, che sussurra: «Bury me» ("Seppelliscimi"). In realtà, durante la coda strumentale finale della canzone, le drammatiche parole che si ascoltano, provengono da un frammento dell'edizione radiofonica del Re Lear (Atto IV, Scena VI) di Shakespeare, che fu aggiunto al brano direttamente registrando in diretta la messa in onda dell'opera sulla BBC (precisamente sul terzo canale BBC).
Lo stralcio di dialogo che si sente alla fine della canzone, quindi, è la scena della morte del personaggio di Oswald («Oh untimely Death! Death! Bury my body, Bury me! ecc...»). Il tricheco si diceva anche "morse" che deriva dal latino "mors" cioè "morte". Questo potrebbe essere l'unica spiegazione dell'associazione tra il tricheco e la morte.
Altro brano del testo che viene spesso preso in considerazione dai seguaci della teoria PID sono le parole cantate da Lennon: «stupid bloody tuesday» ("stupido maledetto martedì"), in quanto la sera prima della presunta data della "morte" di McCartney indicata dalla leggenda, 9 novembre 1966, e quindi la sera dell'8 novembre 1966, che avrebbe preceduto la lite tra Paul e gli altri membri dei Beatles la quale portò all'uscita dallo studio di quest'ultimo a tarda notte con conseguente incidente mortale, era appunto un martedì.
Per alcuni, inoltre, Lennon era un ampio conoscitore della mitologia scandinava, stando alla quale, il tricheco (The Walrus), sarebbe simbolo di morte, o comunque foriero di cattivi auspici o eventi nefasti. Secondo il sito Web Turn Me on Dead Man, non esistono attualmente collegamenti culturali tra il tricheco e la morte. Queste illazioni furono generate dai fautori della teoria PID.

## Formazione
Il brano risulta dalla seguente formazione musicale: Lennon impegnato in un semplice accompagnamento al pianoforte elettrico, McCartney al basso (che insieme ad Harrison costituisce anche il coro melodico), Harrison alla chitarra solista, e Starr alla batteria e alle percussioni. Una peculiarità del componimento, che si distingue per sorprendenti effetti sonori di sottofondo, è l'elevata complessità delle tecniche messe in atto in fase di registrazione, davvero strabilianti per l'epoca.
La formazione è la seguente:
The Beatles
- John Lennon — voce raddoppiata, piano elettrico
- Paul McCartney — cori, basso
- George Harrison — cori, chitarra solista
- Ringo Starr — batteria, percussioni

Altri musicisti
- Sidney Sax, Jack Rothstein, Ralph Elman, Andrew McGee, Jack Greene, Louis Stevens, John Jezzard, Jack Richards — violino
- Lionel Ross, Eldon Fox, Bram Martin, Terry Weil — violoncello
- Gordon Lewin — clarinetto
- Neil Sanders, Tony Tunstall, Morris Miller — corno
- The Mike Sammes Singers — cori

## Accrediti
- George Martin — produttore

## Cover
Il brano è stato oggetto di numerosissime cover da parte di svariati artisti. Tra le versioni più note, si segnalano quella dal vivo di Frank Zappa, quella dei Gray Matter, quella dei britannici Oasis, dal loro singolo Cigarettes & Alcohol (1994), quella dell'attore canadese Jim Carrey in un album-tributo prodotto nel 1998 da George Martin, e quella, più recente, del cantante irlandese Bono, voce degli U2, presente nella colonna sonora del film Across the Universe (2007).
- Gli Spooky Tooth nel loro album del 1970 The Last Puff.
- Il sassofonista inglese Lol Coxhill incluse una versione del pezzo cantata da un coro di bambini nel suo disco Ear of the Beholder nel 1971.
- Leo Sayer reinterpretò la canzone per il documentario musicale del 1976 All This and World War II.
- Il cantante tedesco Klaus Lage pubblicò una versione in lingua tedesca del brano nel suo disco d'esordio nel 1980 Die Musikmaschine.
- La punk band Gray Matter sul loro album del 1985 Food for Thought
- Frank Zappa suonò la canzone al Beacon Theater a New York giovedì 4 febbraio 1988 e al concerto di Barcellona il 17 maggio dello stesso anno (e in altre circostanze).
- I Men Without Hats sul loro disco del 1991 Sideways.
- La band Indie-rock degli Arcwelder pubblicò una versione del brano su singolo nel 1992 per l'etichetta Big Money.
- Un'altra band indie rock, gli Hash pubblicarono una reinterpretazione della canzone come singolo nel 1993 per la Elektra Records.
- Marc Bonilla in una versione strumentale sull'album American Matador.
- Les Fradkin ha fatto una reinterpretazione strumentale del brano sull'album del 2007 Guitar Revolution.
- Gli Oasis chiudevano spesso i loro concerti con la reinterpretazione della canzone e pubblicarono una versione come lato B del loro singolo Cigarettes & Alcohol del 1994. La reinterpretazione è anche disponibile, solo in versione live, sulla raccolta The Masterplan.
- I The Punkles fecero una versione Punk della canzone sul loro terzo album Pistol.
- La band Oingo Boingo sull'album del 1994 Boingo.
- Colin's Hermits (Dave Gregory, degli XTC) sull'album tribute del 1996 Without The Beatles .
- Un'esuberante interpretazione del brano da parte dell'attore Jim Carrey appare sull'album di George Martin del 1998 In My Life.
- Il gruppo tedesco Die Toten Hosen sull'album del 1999 Crash Landing.
- Nel 2004, la rock band degli Styx reinterpretò la canzone al Crossroads Guitar Festival di Eric Clapton.
- Jeff Martin dei Racer X, ex-Badlands) pubblicò una reinterpretazione heavy metal di I Am The Walrus sul suo album solista The Fool (2006).
- La rock band giapponese Boris collaborò con la leggenda “noise” Merzbow per una reinterpretazione di I Am The Walrus. Questa fu pubblicata sull'EP Walrus/Groon 12" nel 2007.
- Il gruppo comico finlandese Kummeli suonò una versione tradotta nella loro lingua in TV nei primi anni novanta. Il video musicale che accompagnava la canzone era una parodia di diversi filmati dei Beatles.
- Il gruppo psichedelico Lord Sitar ne fece una reinterpretazione e la mise sull'unico album da loro pubblicato.
- Elio e le Storie Tese con Ike Willis suonarono la canzone durante una puntata del programma Parla con me. L'esibizione fu ripetuta dal gruppo, senza Willis, in uno dei propri concerti. La versione degli Elio e le Storie Tese fu poi inclusa nella raccolta Dei megli dei nostri megli, cofanetto contenente tre CD e un DVD uscito nel novembre 2014.
- I Genesis utilizzarono un campionamento di I Am the Walrus per la loro canzone Looking for Someone.[15]
- Danny! registrò il brano I Ain't The Walrus in riferimento alla canzone dei Beatles.
- I Das Racist fanno riferimento al brano in Selena sul loro album Relax.
- Il brano dei The Rutles intitolato Piggy in the Middle è una parodia di I Am the Walrus.
- La band statunitense Chicago citò un verso della canzone nel brano South California Purples dall'album The Chicago Transit Authority del 1969.
- Il gruppo Swingle Singers nell'album Ticket to Ride: A Beatles Tribute del 1999 ne interpreta una versione vocale.